# Finkelsbach
Der Finkelsbach ist ein linker Zulauf der Inde im Stadtgebiet von Eschweiler in der Städteregion Aachen in Nordrhein-Westfalen.

## Verlauf
Der Finkelsbach entspringt innerhalb des ehemaligen belgischen Camp Astrid im Propsteier Wald. Von dort aus durchfließt er Teile der landwirtschaftlich intensiv genutzten Gebiete südwestlich von Röhe. Wasser aus kleinen, meist in den Feldern gelegenen Quellen werden in diesem Bereich in den Finkelsbach geleitet. 
Im weiteren Verlauf fließt der Finkelsbach am Nordfuße des Ellerbergs vorbei und trifft mündungsnah wieder auf einen nördlichen Ausläufer des Propsteier Walds entlang der Inde. Dieser Bereich wird im Volksmund Hötter Bösch genannt, hochdeutsch Hütter Wald, wegen der ehemaligen Kupfermühle, die dort vom Finkelsbach angetrieben wurde. An diese Mühle erinnert heute noch der Straßenname Röher Hütte sowie der bereits angeführte volkstümliche Name des Waldstücks. 
In früheren Zeiten fanden sich hier botanisch interessante Sumpfwiesen. 
Das letzte Stück des Finkelsbachs ist weitgehend unterirdisch kanalisiert. Der Finkelsbach mündet im Bereich des sogenannten Faulen Herings und der Talbahnlinie (der Name resultiert aus den ehemaligen Auen der Inde), zwischen Eschweiler-Aue und Röhe in die Inde.